# Adne van Engelen
Adne van Engelen ('t Zand, 16 maart 1993) is een Nederlands wielrenner.

## Carrière
In de Ronde van Egypte van 2016, die al op 28 december van het jaar ervoor begon, eindigde Van Engelen op de tweede plaats in het algemeen klassement. Alleen de Marokkaan Mounir Makhchoun eindigde voor hem. In het eindklassement van de UCI Africa Tour 2016 was hij op plek 77 de beste Nederlander.
Nadat hij in april 2017 derde was geworden in het eindklassement van de Ronde van Kameroen, werd Van Engelen in april opgenomen in de selectie van Bike Aid. Namens die ploeg reed hij dat seizoen onder meer de Ronde van de Alpen en de Ronde van Portugal.
In 2023 maakte Van Engelen de overstap naar het Thaise Roojai Online Insurance. In januari won hij namens die ploeg een etappe en het eindklassement in de Ronde van Sharjah.
Na twee seizoenen in Thaise dienst tekende Van Engelen voor het seizoen 2025 bij het Maleisische Terengganu Cycling Team.

## Palmares
2018
10e etappe Ronde van het Poyangmeer
2021
6e etappe Ronde van Thailand
Bergklassement Ronde van Thailand
2023
4e etappe Ronde van Sharjah
Eindklassement Ronde van Sharjah
2024
Eindklassement Ronde van Thailand

## Ploegen
- 2016 –  Parkhotel Valkenburg Continental Team (vanaf 4 november)
- 2017 –  Bike Aid (vanaf 10 april)
- 2018 –  Bike Aid
- 2019 –  Bike Aid
- 2020 –  Bike Aid
- 2021 –  Bike Aid
- 2022 –  Bike Aid
- 2023 –  Roojai Online Insurance
- 2024 –  Roojai Insurance
- 2025 –  Terengganu Cycling Team

Beck · Bichlmann · van Engelen · Habtom · Holler · Kangangi · Kipkemboi · Langat · Lechner · Mengis · Rugg · Schäfer · Schnapka · Teshome · Thömel · Kagimu (stagiair) · Kiplagat (stagiair)
Abraham · Bichlmann · Carstensen · van Engelen · Holler · Kagimu · Kangangi · Kipkemboi · Langat · Lechner · Schäfer · Schnapka · Teshome · Thömel